# Persone di nome Charles/Politici
| Questa pagina contiene informazioni ricavate automaticamente dalle voci biografiche con l'ausilio del template Bio e di un bot. L'aggiornamento è periodico e automatico e ricostruisce completamente la pagina. Se manca una persona in questa lista, sei pregato di non aggiungerla, ma accertati piuttosto che la sua voce biografica contenga il template Bio e che i dati anagrafici siano correttamente compilati. Se il template Bio manca, inseriscilo tu stesso o, in alternativa, metti l'avviso {{tmp\|Bio}} che ne segnala la mancanza. Se i dati riportati sono sbagliati, correggi direttamente la voce biografica; le modifiche saranno visibili in questa lista entro pochi giorni. Per chiarimenti vedi il progetto antroponimi. La lista contiene solo le 165 persone che sono citate nell'enciclopedia e per le quali è stato implementato correttamente il template Bio. Pagina aggiornata al 6 giu 2025. |

Questa è una lista di persone presenti nell'enciclopedia che hanno il nome Charles e sono politici.

## A(5)
- Charles Francis Adams III, politico statunitense (Quincy, n. 1866 - Boston, † 1954)
- Charles Francis Adams, Sr., politico statunitense (Boston, n. 1807 - Boston, † 1886)
- Charles Alloncle, politico francese (Nancy, n. 1993)
- Charles Antrobus, politico sanvincentino (n. 1933 - † 2002)
- Charles Arden-Clarke, politico britannico (Bournemouth, n. 1898 - Syleham, † 1962)

## B(18)
- Charles Bagot, politico e diplomatico britannico (Blithfield, n. 1781 - Kingston, † 1843)
- Charlie Baker, politico statunitense (Elmira, n. 1956)
- Charles Jean Marie Barbaroux, politico e rivoluzionario francese (Marsiglia, n. 1767 - Bordeaux, † 1794)
- Charles Louis François de Paule de Barentin, politico francese (Parigi, n. 1738 - Parigi, † 1819)
- Charles Edward Bennett, politico e militare statunitense (Canton, n. 1910 - Jacksonville, † 2003)
- Charles Beresford, politico e ammiraglio inglese (Philipstown, n. 1846 - Caithness, † 1919)
- Charles de Berlaymont, politico belga (n. 1510 - † 1578)
- Charles Beslay, politico francese (Dinan, n. 1795 - Neuchâtel, † 1878)
- Charles Bingham, I conte di Lucan, politico irlandese (n. 1735 - Londra, † 1799)
- Charles Boustany, politico e chirurgo statunitense (Lafayette, n. 1956)
- Charles E. Bowles, politico statunitense (Yale, n. 1884 - Detroit, † 1957)
- Charles Boxton, politico statunitense (contea di Shasta, n. 1860 - Redwood City, † 1927)
- Charles Boyle, IV conte di Orrery, politico irlandese (Chelsea, n. 1674 - Westminster, † 1731)
- Charles F. Brannan, politico statunitense (Denver, n. 1903 - Denver, † 1992)
- Charles James Brenham, politico statunitense (Frankfort, n. 1817 - San Francisco, † 1876)
- Charles Brudenell-Bruce, I marchese di Ailesbury, politico inglese (Londra, n. 1773 - Tottenham Park, † 1856)
- Gyude Bryant, politico liberiano (Monrovia, n. 1949 - Monrovia, † 2014)
- Charles Buls, politico belga (Bruxelles, n. 1837 - Ixelles, † 1914)

## C(22)
- Charles Alexandre de Calonne, politico e economista francese (Douai, n. 1734 - Parigi, † 1802)
- Charles Canady, politico e magistrato statunitense (Lakeland, n. 1954)
- Charles Canning, I conte Canning, politico e nobile britannico (Brompton, n. 1812 - Londra, † 1862)
- Charles Carroll, politico statunitense (Annapolis, n. 1737 - Baltimora, † 1832)
- Charles Cripps, I barone Parmoor, politico inglese (West Holey, n. 1852 - Henley On Thames, † 1941)
- Charles Compton, I marchese di Northampton, politico inglese (n. 1760 - † 1828)
- Charles Cochrane-Baillie, II barone Lamington, politico scozzese (Londra, n. 1860 - Lamington House, † 1940)
- Charles Cavendish, I barone Chesham, politico inglese (n. 1793 - Londra, † 1863)
- Charles Chetwynd-Talbot, II conte Talbot, politico inglese (n. 1777 - Ingestre Hall, † 1849)
- Charles Chetwynd-Talbot, XIX conte di Shrewsbury, politico inglese (n. 1830 - Londra, † 1877)
- Charles de Choiseul-Praslin, politico francese (Parigi, n. 1804 - Parigi, † 1847)
- Joe Clark, politico canadese (High River, n. 1939)
- Charles Colbert de Croissy, politico e diplomatico francese (Reims, n. 1629 - Versailles, † 1696)
- Charles Colson, politico e predicatore statunitense (Boston, n. 1931 - Falls Church, † 2012)
- Charles Colville, I visconte Colville di Culross, politico scozzese (n. 1818 - † 1903)
- Charles Magill Conrad, politico statunitense (Winchester, n. 1804 - New Orleans, † 1878)
- Charles Cornwallis, II marchese Cornwallis, politico britannico (n. 1774 - † 1823)
- Charles Cousin-Montauban, politico e militare francese (Parigi, n. 1796 - Versailles, † 1878)
- Christopher Cox, politico e avvocato statunitense (Saint Paul, n. 1952)
- Chuck Crate, politico canadese (Toronto, n. 1915 - † 1992)
- Charlie Crist, politico e avvocato statunitense (Altoona, n. 1956)
- Charles Curtis, politico statunitense (Topeka, n. 1860 - Washington, † 1936)

## D(12)
- Charles de Brouckère, politico belga (Bruges, n. 1796 - Bruxelles, † 1860)
- Charles Dawes, politico, banchiere e ambasciatore statunitense (Marietta, n. 1865 - Evanston, † 1951)
- Charlie Dent, politico statunitense (Allentown, n. 1960)
- Charles Devens, politico e generale statunitense (Charlestown, n. 1820 - Cambridge, † 1891)
- Charles Diggs, politico statunitense (Detroit, n. 1922 - Washington, † 1998)
- Charles Dillon, XII visconte Dillon, politico irlandese (Londra, n. 1745 - Loughlynn, † 1813)
- Charles Douglas, III duca di Queensberry, politico scozzese (Edimburgo, n. 1698 - † 1778)
- Charles Duclerc, politico francese (Bagnères-de-Bigorre, n. 1812 - Parigi, † 1888)
- Charles Duncombe, I barone Feversham, politico inglese (n. 1764 - † 1841)
- Charles Dupuy, politico francese (Le Puy-en-Velay, n. 1851 - Ille-sur-Têt, † 1923)
- Charles Duverger de Saint-Thomas, politico francese (Aire-sur-la-Lys, n. 1820 - Lione, † 1888)
- Charles Raymond de Saint-Vallier, politico e diplomatico francese (Castello di Coucy-lès-Eppes, n. 1833 - Castello di Coucy-lès-Eppes, † 1886)

## E(3)
- Charles Edison, politico statunitense (West Orange, n. 1890 - New York, † 1969)
- Chuck Edwards, politico statunitense (Waynesville, n. 1960)
- Charles Ellis, I barone Seaford, politico inglese (n. 1771 - † 1845)

## F(6)
- Charles W. Fairbanks, politico statunitense (Unionville Center, n. 1852 - Indianapolis, † 1918)
- Charles Falconer, barone Falconer di Thoroton, politico britannico (Edimburgo, n. 1951)
- Chuck Fleischmann, politico e avvocato statunitense (New York, n. 1962)
- Charles Floquet, politico francese (Saint-Jean-Pied-de-Port, n. 1828 - Parigi, † 1896)
- Charles James Fox, politico britannico (Westminster, n. 1749 - Chiswick, † 1806)
- Charles de Freycinet, politico e ingegnere francese (Foix, n. 1828 - Parigi, † 1923)

## G(11)
- Charles David Ganao, politico della Repubblica del Congo (Djambala, n. 1927 - Parigi, † 2012)
- Charles Taylor, politico liberiano (Arthington, n. 1948)
- Charles Andrew Gilman, politico statunitense (Gilmanton, n. 1833 - Saint Cloud, † 1927)
- Charles Grant Glenelg, politico britannico (Calcutta, n. 1778 - Londra, † 1866)
- Charles Albert Gobat, politico svizzero (Tramelan, n. 1843 - Berna, † 1914)
- Charlie Gonzalez, politico statunitense (San Antonio, n. 1945)
- Charles Gordon-Lennox, V duca di Richmond, politico e militare inglese (Londra, n. 1791 - Richmond upon Thames, † 1860)
- Chuck Grassley, politico statunitense (New Hartford, n. 1933)
- Charles Gravier, politico e diplomatico francese (Digione, n. 1717 - Versailles, † 1787)
- Charles Godfrey Gunther, politico statunitense (New York, n. 1822 - † 1885)
- Charles Gérardin, politico francese (Saint-Louis, n. 1843 - Parigi, † 1921)

## H(5)
- Chuck Hagel, politico e militare statunitense (North Platte, n. 1946)
- Charles Haughey, politico irlandese (Castlebar, n. 1925 - Kinsealy, † 2006)
- Charles Hays, politico statunitense (n. 1834 - † 1879)
- Charles Helou, politico libanese (Beirut, n. 1913 - Beirut, † 2001)
- Charles Hernu, politico francese (Quimper, n. 1923 - Villeurbanne, † 1990)

## J(2)
- Charles J. Jenkins, politico statunitense (Beaufort, n. 1805 - Augusta, † 1883)
- Charles Jonnart, politico francese (Fléchin, n. 1857 - Parigi, † 1927)

## K(2)
- Charles Kennedy, politico britannico (Inverness, n. 1959 - Fort William, † 2015)
- Charles Konan Banny, politico e economista ivoriano (Divo, n. 1942 - Neuilly-sur-Seine, † 2021)

## L(8)
- Charles La Trobe, politico britannico (Londra, n. 1801 - Alfriston, † 1875)
- Charles Rogier, politico belga (San Quintino, n. 1800 - Saint-Josse-ten-Noode, † 1885)
- Charles Le Beauclerc, politico e nobile francese (Parigi, n. 1560 - Parigi, † 1630)
- Charles François Paul Le Normant de Tournehem, politico francese (Évry, n. 1684 - Vitry-le-François, † 1751)
- Charles Lee, politico e avvocato statunitense (n. 1758 - † 1815)
- Charles Levert, politico francese (Sens, n. 1825 - Parigi, † 1899)
- Jerry Lewis, politico statunitense (Seattle, n. 1934 - Redlands, † 2021)
- Charles Longuet, politico francese (Caen, n. 1839 - Parigi, † 1903)

## M(12)
- Charles Maitland, III conte di Lauderdale, politico e nobile scozzese (Lethington, n. 1620 - Haltoun House, † 1691)
- Charles Manners, VI duca di Rutland, politico britannico (Ashby-de-la-Zouch, n. 1815 - Belvoir Castle, † 1888)
- Charles Marsham, I conte di Romney, politico inglese (n. 1744 - † 1811)
- Charlie McCreevy, politico irlandese (Sallins, n. 1949)
- Charles J. McDonald, politico e generale statunitense (Charleston, n. 1793 - Marietta, † 1860)
- Charles Michel, politico belga (Namur, n. 1975)
- Charles R. Miller, politico statunitense (West Chester, n. 1857 - Berlin, † 1927)
- Washington Misick, politico britannico (Bottle Creek, n. 1950)
- Charles Montagu, I duca di Manchester, politico inglese (n. 1656 - † 1722)
- Charles Montagu-Scott, IV duca di Buccleuch, politico scozzese (n. 1772 - Lisbona, † 1819)
- Charles Mordaunt, III conte di Peterborough, politico e militare inglese (n. 1658 - † 1735)
- Charles Wesley Mumbere, politico ugandese (n. 1953)

## O(2)
- Charles Triplett O'Ferrall, politico statunitense (Bath, n. 1840 - Richmond, † 1905)
- Charles Oser, politico svizzero (Sion, n. 1902 - Berna, † 1994)

## P(9)
- Charles Pasqua, politico francese (Grasse, n. 1927 - Suresnes, † 2015)
- Charles Paulet, II duca di Bolton, politico inglese (n. 1661 - † 1722)
- Charles Pearson, politico inglese (Londra, n. 1793 - Londra, † 1862)
- Charles Pelham, IV conte di Yarborough, politico inglese (n. 1859 - † 1936)
- Charles Picqué, politico belga (Etterbeek, n. 1948)
- Charles Cotesworth Pinckney, politico, generale e diplomatico statunitense (Charleston, n. 1746 - Charleston, † 1825)
- Charles Henry Plumb, politico inglese (n. 1925 - † 2022)
- Charles Porter, politico irlandese (Norwich, n. 1631 - Dublino, † 1696)
- Melvin Price, politico statunitense (East St. Louis, n. 1905 - Camp Springs, † 1988)

## R(9)
- Charles B. Rangel, politico statunitense (New York, n. 1930 - New York, † 2025)
- Chuck Robb, politico e militare statunitense (Phoenix, n. 1939)
- Pat Roberts, politico statunitense (Topeka, n. 1936)
- Buddy Roemer, politico e banchiere statunitense (Shreveport, n. 1943 - Baton Rouge, † 2021)
- Gilbert Romme, politico e matematico francese (Riom, n. 1750 - Parigi, † 1795)
- Chip Roy, politico statunitense (Bethesda, n. 1972)
- Charles Ruijs de Beerenbrouck, politico olandese (Roermond, n. 1873 - Utrecht, † 1936)
- Dutch Ruppersberger, politico e avvocato statunitense (Baltimora, n. 1946)
- Charles Emil Ruthenberg, politico statunitense (Cleveland, n. 1882 - Chicago, † 1927)

## S(14)
- Charles Saubert de Larcy, politico francese (Le Vigan, n. 1805 - Pierrelatte, † 1882)
- Charles Savarin, politico dominicense (Portsmouth, n. 1947)
- Joe Scarborough, politico, avvocato e conduttore televisivo statunitense (Atlanta, n. 1963)
- Chuck Schumer, politico statunitense (New York, n. 1950)
- Charles D. Sherwood, politico statunitense (New Milford, n. 1833 - Chicago, † 1895)
- Charles Emory Smith, politico e giornalista statunitense (Mansfield, n. 1842 - Filadelfia, † 1908)
- Charles Somerset, politico, militare e nobile britannico (Badminton, n. 1767 - Londra, † 1831)
- Charles Spencer, VI conte Spencer, politico inglese (St. James's, n. 1857 - St. James's, † 1922)
- Charles Spencer, III conte di Sunderland, politico britannico (Althorp, n. 1675 - Londra, † 1722)
- Charles Spinasse, politico francese (Égletons, n. 1893 - Rosiers-d'Égletons, † 1979)
- Charles Stanley, VIII conte di Derby, politico e militare inglese (n. 1628 - Liverpool, † 1672)
- Charles Stenholm, politico statunitense (Stamford, n. 1938 - Granbury, † 2023)
- Charles Stewart, III marchese di Londonderry, politico e ufficiale irlandese (Dublino, n. 1778 - Londra, † 1854)
- Charles Robberts Swart, politico sudafricano (Winburg, n. 1894 - Bloemfontein, † 1982)

## T(9)
- Charles Talbot, I duca di Shrewsbury, politico e diplomatico inglese (Inghilterra, n. 1660 - Charing Cross, † 1718)
- Charles Joseph Louis de Tascher de La Pagerie, politico e nobile francese (Francoforte sul Meno, n. 1811 - Parigi, † 1869)
- Charles A. Templeton, politico statunitense (Sharon, n. 1871 - Waterbury, † 1955)
- Charles Thomas, politico statunitense (Independence, n. 1897 - † 1983)
- Charles Spalding Thomas, politico statunitense (Darien, n. 1849 - Denver, † 1934)
- Mike Thompson, politico statunitense (St. Helena, n. 1951)
- Charles Townshend, politico britannico (Rynam Hall, n. 1725 - Londra, † 1767)
- Charles Tupper, politico canadese (Amherst, n. 1821 - Bexleyheath, † 1915)
- Charles Wesley Turnbull, politico statunitense (Saint Thomas, n. 1935 - Washington, † 2022)

## V(4)
- Charles Vanik, politico statunitense (Cleveland, n. 1913 - Jupiter, † 2007)
- Charles de Vast-Vimeux, politico, militare e nobile francese (Parigi, n. 1787 - La Rochelle, † 1859)
- Charles Vilain XIIII, politico belga (Bruxelles, n. 1803 - Leuth, † 1878)
- Charles de Villette, politico e scrittore francese (Parigi, n. 1736 - Parigi, † 1793)

## W(8)
- Charles Watson-Wentworth, II marchese di Rockingham, politico britannico (Rotherham, n. 1730 - Wimbledon, † 1782)
- Joseph Wauters, politico belga (Roost-Krenwik, n. 1875 - Uccle, † 1929)
- Lord Charles Wellesley, politico, generale e nobile inglese (n. 1808 - Apsley House, † 1858)
- Charles Anderson Wickliffe, politico statunitense (n. 1788 - Ilchester, † 1869)
- Charlie Wilson, politico e militare statunitense (Trinity, n. 1933 - Lufkin, † 2010)
- Charles Wolseley, VII baronetto, politico e nobile inglese (Colwich, n. 1769 - Colwich, † 1846)
- Charles Wyndham, II conte di Egremont, politico inglese (n. 1710 - † 1763)
- Robert Wynn Carrington, I marchese di Lincolnshire, politico britannico (Londra, n. 1843 - Buckinghamshire, † 1928)

## Y(4)
- Charles Philip Yorke, politico e ammiraglio britannico (n. 1764 - † 1834)
- Charles Yorke, politico inglese (Londra, n. 1722 - Londra, † 1770)
- Charles Yorke, V conte di Hardwicke, politico inglese (n. 1836 - † 1897)
- Bill Young, politico statunitense (Harmar, n. 1930 - Bethesda, † 2013)